# Câinele grănicerului
Câinele grănicerului, grafiat la data lansării Cîinele grănicerului, (titlul original: în cehă Ztracená stopa) este un film de aventuri cehoslovac, realizat după o povestire a lui Stefan Martin Sokol de regizorul Karel Kachyňa, protagoniști fiind actorii Eduard Cupák, Zdeněk Dítě. Karol L. Zachar și Eliška Kuchařová.

## Rezumat
Pavel Kříž, un tânăr sensibil, foarte îndrăgostit de iubita sa Jana, pe care o vede rar acum, este transferat la centrul de antrenament pentru câinii de la Poliția de Frontieră. Solitarul Pavel nu este tocmai prototipul unui soldat entuziast și astfel îl provoacă pe superiorul său, locotenentul Růžička. Numai cu mare reticență, locotenentul acceptă ca Pavel să-l antreneze pe câinele-lup Bojar. Câinele a fost împușcat de un atacator necunoscut în urmă cu câtva timp și a devenit de necontrolat. Câinele este considerat eliminat, dar Pavel și-a găsit un prieten în Bojar și încearcă din răsputeri să demonstreze că este un câine bun. Într-o zi toți câinii sunt otrăviți. Doar Bojar, care era cu Pavel în birou, a scăpat. Polițiștii de frontieră trebuie să-l folosească pe Bojar pentru a-l găsi pe infractor. Câinele îi conduce la ciobanul Janura. Toată lumea îl vede aceasta ca un eșec al lui Bojar, pentru că nimeni nu știe că Janura este vandalul căutat. Puțin mai târziu, Janura încearcă să-i omoare pe bătrân și pe Pavel, dar, din fericire, Bojar îi aduce în ajutor pe grăniceri. Evenimentele dramatice care au avut loc vor dovedi curajul rănitului Pavel și vigilența lui Bojar. Janura este prins. Pavel și Bojar s-au dovedit buni în lupta împotriva inamicului, iar comandantul lor locotenentul Růžička îi citează la ordinea de zi ca recompensă.

## Distribuție
- Eduard Cupák – soldatul Pavel Kříž
- Zdeněk Dítě – locotenentul Růžička
- Karol L. Zachar – Bednár
- Eliška Kuchařová – Jana Pavlova, o tânără fată
- Josef Bek – locotenentul Josef Janda
- Miloš Nedbal – maiorul
- Ilja Racek – Janura, ciobanul
- Anton Mrvečka – soldatul Ondra Vrána
- Vladimír Hrubý – soldatul Ivo Linhart
- Vladimír Stach – sergent Kaňka
- Libuše Pospíšilová – Vlasta, soția lui Linhart
- Ota Sklenčka – străinul
- Ladislav Gzela – cârciumarul
- Rudolf Křivánek – veterinarul
- Karel Šebesta – un locotenent
- Miroslav Homola – doctorul
- Jitka Kasalická – o fată animatoare
- Vlasta Kasalická – o fata animatoare
- František Miroslav Doubrava – soldatul îngrijitor de căini
- Bojar – câine-lup
- Hasso – câinele lup al lui Janura
- Blesk – câine-lup
- Ťapka – câine-lup pui

## Lansare
Filmul Câinele grănicerului a avut premiera în Praga pe data de 15 iunie 1956.
În România premiera filmului a avut loc la data de 14 iulie 1958 la cinematograful „București”, „Progres Grădină” și „Gh. Doja” din capitală.